# Selección de fútbol sub-17 de Camboya
La Selección de fútbol sub-17 de Camboya es el equipo que representa al país en el Mundial Sub-17, en el Campeonato Sub-16 de la AFC y en el Campeonato Sub-16 de la AFF; y es controlado por la Federación de Fútbol de Camboya.

## Participaciones

### Mundial Sub-17
| Año                         | Fase            | Posición        | PJ              | PG              | PE              | PP              | GF              | GC              |
| --------------------------- | --------------- | --------------- | --------------- | --------------- | --------------- | --------------- | --------------- | --------------- |
| China 1985                  | No se clasificó | No se clasificó | No se clasificó | No se clasificó | No se clasificó | No se clasificó | No se clasificó | No se clasificó |
| Canadá 1987                 | No se clasificó | No se clasificó | No se clasificó | No se clasificó | No se clasificó | No se clasificó | No se clasificó | No se clasificó |
| Escocia 1989                | No se clasificó | No se clasificó | No se clasificó | No se clasificó | No se clasificó | No se clasificó | No se clasificó | No se clasificó |
| Italia 1991                 | No se clasificó | No se clasificó | No se clasificó | No se clasificó | No se clasificó | No se clasificó | No se clasificó | No se clasificó |
| Japón 1993                  | No se clasificó | No se clasificó | No se clasificó | No se clasificó | No se clasificó | No se clasificó | No se clasificó | No se clasificó |
| Ecuador 1995                | No se clasificó | No se clasificó | No se clasificó | No se clasificó | No se clasificó | No se clasificó | No se clasificó | No se clasificó |
| Egipto 1997                 | No se clasificó | No se clasificó | No se clasificó | No se clasificó | No se clasificó | No se clasificó | No se clasificó | No se clasificó |
| Nueva Zelanda 1999          | No se clasificó | No se clasificó | No se clasificó | No se clasificó | No se clasificó | No se clasificó | No se clasificó | No se clasificó |
| Trinidad y Tobago 2001      | No se clasificó | No se clasificó | No se clasificó | No se clasificó | No se clasificó | No se clasificó | No se clasificó | No se clasificó |
| Finlandia 2003              | No se clasificó | No se clasificó | No se clasificó | No se clasificó | No se clasificó | No se clasificó | No se clasificó | No se clasificó |
| Perú 2005                   | No se clasificó | No se clasificó | No se clasificó | No se clasificó | No se clasificó | No se clasificó | No se clasificó | No se clasificó |
| Corea del Sur 2007          | No se clasificó | No se clasificó | No se clasificó | No se clasificó | No se clasificó | No se clasificó | No se clasificó | No se clasificó |
| Nigeria 2009                | No se clasificó | No se clasificó | No se clasificó | No se clasificó | No se clasificó | No se clasificó | No se clasificó | No se clasificó |
| México 2011                 | No se clasificó | No se clasificó | No se clasificó | No se clasificó | No se clasificó | No se clasificó | No se clasificó | No se clasificó |
| Emiratos Árabes Unidos 2013 | No se clasificó | No se clasificó | No se clasificó | No se clasificó | No se clasificó | No se clasificó | No se clasificó | No se clasificó |
| Chile 2015                  | No se clasificó | No se clasificó | No se clasificó | No se clasificó | No se clasificó | No se clasificó | No se clasificó | No se clasificó |
| India 2017                  | No se clasificó | No se clasificó | No se clasificó | No se clasificó | No se clasificó | No se clasificó | No se clasificó | No se clasificó |
| Total                       | 0/17            | 0º              | 0               | 0               | 0               | 0               | 0               | 0               |

### Campeonato Sub-16 de la AFC
| AFC U-16 Championship | AFC U-16 Championship | AFC U-16 Championship | AFC U-16 Championship | AFC U-16 Championship | AFC U-16 Championship | AFC U-16 Championship | AFC U-16 Championship | AFC U-16 Championship |
| Año                   | Resultado             | J                     | G                     | E                     | P                     | GF                    | GC                    |                       |
| --------------------- | --------------------- | --------------------- | --------------------- | --------------------- | --------------------- | --------------------- | --------------------- | --------------------- |
| de 1985 a 1998        | No participó          | No participó          | No participó          | No participó          | No participó          | No participó          | No participó          |                       |
| 2000                  | No clasificó          | No clasificó          | No clasificó          | No clasificó          | No clasificó          | No clasificó          | No clasificó          |                       |
| 2002                  | No clasificó          | No clasificó          | No clasificó          | No clasificó          | No clasificó          | No clasificó          | No clasificó          |                       |
| 2004                  | No clasificó          | No clasificó          | No clasificó          | No clasificó          | No clasificó          | No clasificó          | No clasificó          |                       |
| 2006                  | No participó          | No participó          | No participó          | No participó          | No participó          | No participó          | No participó          |                       |
| 2008                  | No participó          | No participó          | No participó          | No participó          | No participó          | No participó          | No participó          |                       |
| 2010                  | No participó          | No participó          | No participó          | No participó          | No participó          | No participó          | No participó          |                       |
| 2012                  | No participó          | No participó          | No participó          | No participó          | No participó          | No participó          | No participó          |                       |
| 2014                  | No participó          | No participó          | No participó          | No participó          | No participó          | No participó          | No participó          |                       |
| 2016                  | No clasificó          | No clasificó          | No clasificó          | No clasificó          | No clasificó          | No clasificó          | No clasificó          |                       |
| Total                 | 0/17                  | -                     | -                     | -                     | -                     | -                     | -                     |                       |

### Campeonato Sub-16 de la AFF
| Año   | Resultado      | J            | G            | E            | P            | GF           | GC           |
| ----- | -------------- | ------------ | ------------ | ------------ | ------------ | ------------ | ------------ |
| 2002  | Fase de grupos | 4            | 1            | 2            | 1            | 1            | 2            |
| 2005  | Fase de grupos | 3            | 0            | 2            | 1            | 2            | 7            |
| 2006  | No participó   | No participó | No participó | No participó | No participó | No participó | No participó |
| 2007  | Fase de grupos | 4            | 1            | 2            | 1            | 7            | 6            |
| 2008  | No participó   | No participó | No participó | No participó | No participó | No participó | No participó |
| 2010  | No participó   | No participó | No participó | No participó | No participó | No participó | No participó |
| 2011  | Fase de grupos | 4            | 1            | 1            | 2            | 4            | 10           |
| 2012  | No participó   | No participó | No participó | No participó | No participó | No participó | No participó |
| 2013  | Fase de grupos | 4            | 1            | 0            | 3            | 9            | 12           |
| 2015  | Fase de grupos | 4            | 1            | 1            | 2            | 1            | 7            |
| Total | 6/10           | 23           | 5            | 8            | 10           | 24           | 44           |